# 增田順一
增田順一（日语：／ Masuda Junichi，1968年1月12日—）是一名遊戲音樂作曲家、遊戲開發者、遊戲設計者、遊戲製作人與遊戲程式設計師，以開發寶可夢系列而聞名。他是GAME FREAK創始成員之一及前董事會成員，現任寶可夢公司的首席創意研究員。在開始創作第一部寶可夢作品前，增田曾經為孟德爾宮殿與智慧球等遊戲譜曲。在寶可夢系列的首部作品《寶可夢 紅·綠》中，增田主要負則音效的創作部分，以及一部分的程式設計。
隨著寶可夢系列開發的進展，增田在之後的幾部作品中扮演了不一樣的角色。他開始開發與製作遊戲，並負責批准新的角色模型。他的風格使遊戲在維持平易近人之餘仍加入一些複雜的元素，其創作忠於舊作的特色，重點包括攜帶型遊戲機與2D電腦圖形的使用。增田的音樂創作有不少靈感來自德米特里·德米特里耶维奇·蕭士塔高維奇等著名的當代作曲家，但他同時以瑪利歐系列的音樂作為遊戲音樂設計的典型，他創作遊戲的靈感則多來自日常生活與敏銳的觀察力。
增田顺一曾表示他最喜欢的六隻神奇宝贝是可达鸭、皮丘、火稚雞、比克提尼、仙子伊布與阿羅拉椰蛋樹，並曾將可達鴨用作自己名片的圖像。

## 生平

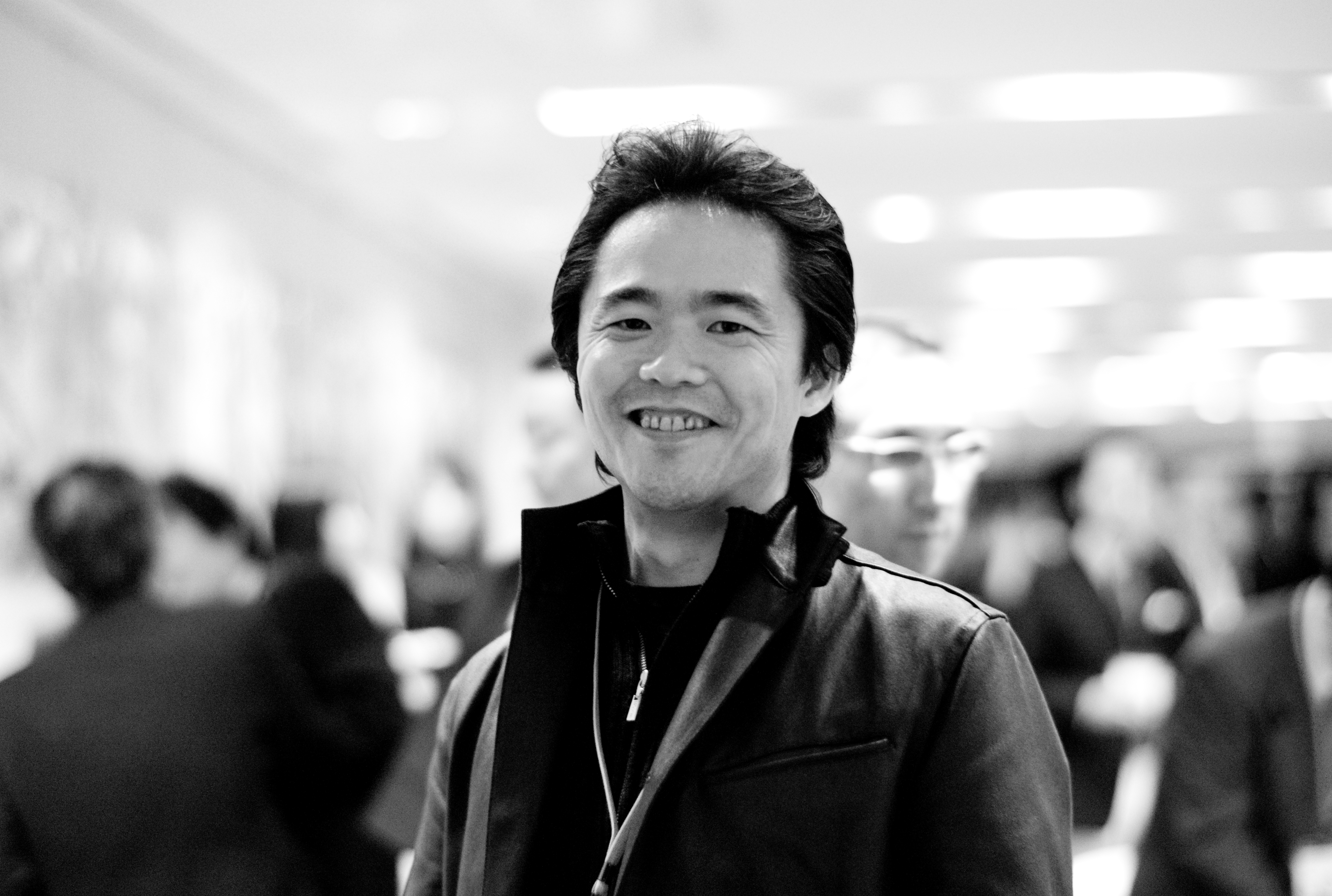
增田順一（攝於2007年）

增田順一於1968年1月12日生於日本神奈川縣橫濱市。自幼便常與家人到許多親戚居住的九州旅遊，他在當地捉魚和昆蟲的經驗成為日後遊戲創作的重要靈感之一，神奇寶貝系列中的地區豐緣地區即是增田以回憶中九州的夏天為背景設計的。在中學時增田學習演奏長號，並發現了自己對古典音樂的興趣，被春之祭與蕭士塔高維奇的第5號交響曲等作品所吸引。
增田之後就讀了東京新宿區的日本電子専門学校，他在該處學習以DEC設計電腦圖形與C語言。
增田的女兒Kiri於2002年9月出生，《神奇寶貝 紅寶石·藍寶石》中的一個角色便是以她的名字命名的。

## 工作
增田自GAME FREAK於1989年創立即在該公司服務 ，GAME FREAK生產的所有作品都有增田的參與。增田也是神奇寶貝系列最初的數名設計者之一，自首部作品《神奇寶貝 紅·綠》持續參與該系列的創作。他曾經是GAME FREAK的董事會成員。2022年6月1日，增田順一宣布辭去GAME FREAK執行董事一職，離開任職33年的GAME FREAK公司，並在同一天成為寶可夢公司的首席創意研究員。
增田最初是被聘請為遊戲譜曲與設計程式。他在GAME FREAK時期參與的第一款遊戲是紅白機的拼圖遊戲《Quinty》（美版稱為《孟德爾宮殿》），接著他參與了智慧球以及GAME FREAK第一次與任天堂合作的遊戲《耀西的蛋》。當神奇寶貝系列開始發行時，增田主要擔任譜曲，並負責部分程式設計，之後才開始開發與製造遊戲。他擔任了《神奇寶貝 鑽石·珍珠》的遊戲總監並創作了部分音樂，以及《神奇寶貝 白金》與《神奇寶貝 心金·靈銀》的遊戲製作人。
增田還直接參與了許多神奇寶貝的設計與命名。他曾表示設計神奇寶貝最有挑戰性的就是確保名稱與特色能吸引全球的玩家。自《神奇寶貝 紅寶石·藍寶石》起增田即為可核准或否決新神奇寶貝的主要人員之一。多數神奇寶貝需六個月時間設計，較為重要的甚至需要超過一年。另外增田也負責監督任天堂明星大亂鬥X中神奇寶貝競技場的音樂。

## 風格與影響
增田創作每款遊戲時，都秉持著應該使初學者能輕鬆上手的心態。他為了達到這個目的，簡化了許多複雜的概念並以較簡單的方式向玩家呈現。他相信攜帶型遊戲機可提供電視遊戲機所無法提供的玩家間的互動。另外他也認為持續使用2D電腦圖形是神奇寶貝系列成功不可或缺的要素。
增田的音樂風格受到許多不同來源啟發，特別是古典音樂以及伊果·費奧多羅維奇·史特拉汶斯基和德米特里·德米特里耶维奇·蕭士塔高維奇的作品。他最喜歡的音樂風格是鐵克諾音樂，並將瑪利歐系列的音樂視為遊戲音樂成功的典範。他多數的點子都來自對實際生命的觀察，以及觀察外界事物時的想像，且其原則為不使用過去的角色來作為新角色的靈感，均使用不同來源創作每個新角色。

## 作品
- 孟德爾宮殿（英语：Mendel Palace）（1989）—作曲
- 耀西的蛋（1991）—作曲
- 神通小精靈（Mega Drive版）（1992）—作曲

- 瑪利歐與壞利歐（1993）—作曲
- 脈衝超人（英语：Pulseman）（1994）—作曲
- 宝可梦 紅／綠（1996）—作曲、程式設計
- BUSHI青龍傳〜二人の勇者（日语：BUSHI青龍伝〜二人の勇者）—作曲
- 宝可梦 皮卡丘（1997）—作曲
- 宝可梦競技場（英语：Pokémon Stadium）（1999）—顧問
- 宝可梦 金／銀（1999）—助理總監、作曲、遊戲設計
- 寶可夢 水晶 （1999） —总监、作曲、游戏设计
- 宝可梦 紅寶石／藍寶石（2002）— 總監、作曲、遊戲設計
- 宝可梦 火紅／葉綠（2004）— 總監、作曲、遊戲設計
- 宝可梦 绿宝石 （2004）—总监、作曲、游戏设计
- 轉轉鑽頭（英语：Drill Dozer）（2005）—製作人
- 宝可梦 鑽石／珍珠（2006）—總監、作曲
- 寶可夢 白金 （2008）—总监、作曲
- 寶可夢 心金／魂銀（2009）—製作人、作曲
- 宝可梦 黑／白（2010）—總監、製作人、作曲
- 宝可梦 黑2／白2（2012）—製作人
- 節奏獵人（英语：HarmoKnight）（2012）—總製作人
- 宝可梦 X／Y（2013）—總監、製作人、作曲
- 宝可梦 歐米加紅寶石／阿爾法藍寶石（2014）—製作人
- 壞象坦博（英语：Tembo the Badass Elephant）（2015）—總製作人[21]
- 宝可梦 GO（2016）—作曲
- 寶可夢 太陽／月亮（2016）—製作人、作曲
- Giga Wrecker（2017）—總製作人
- 寶可夢 究極之日／究極之月（2017）—製作人、作曲
- 寶可夢探險尋寶（2017）—總製作人
- 寶可夢 Let's Go！皮卡丘／Let's Go！伊布（2018）—總監[22]
- 寶可夢 劍／盾（2019）—製作人
- 寶可夢 晶燦鑽石／明亮珍珠（2021）—總監
- 寶可夢傳說 阿爾宙斯（2022)—Supervisor
- 寶可夢 朱／紫（2022)—Supervisor、作曲

## 外部連結
- 個人部落格 （页面存档备份，存于）（日語）
  - 英文版（页面存档备份，存于）（英文）
- 增田順一的X（前Twitter）（日語）
- 增田順一 （页面存档备份，存于）的LINE BLOG（日語）